# Henri Perreyve
Henri Perreyve (Paris, 11 avril 1831-26 juin 1865), est un prêtre catholique et professeur français du XIXe siècle, représentant du catholicisme libéral.

## Biographie
Fils d’un professeur à la Faculté de droit de Paris, Henri Perreyve étudie d’abord au lycée Saint-Louis. Membre de la Société de Saint Vincent de Paul fondée par Frédéric Ozanam, dont sa famille est proche, il crée en 1848 des cours du soir destinés aux ouvriers. Il commence ensuite des études de droit à Paris. Mais, de santé fragile, atteint par la tuberculose, il doit partir pour l’Italie en 1850. Il y rencontre le pape Pie IX alors en exil à Gaète, et assiste ensuite à sa rentrée à Rome.
À la même époque, il rencontre le père Lacordaire, le restaurateur des dominicains en France, dont il suit avec assiduité les conférences à Notre-Dame. Séduit par le jeune homme, qu’il considère comme un fils spirituel, Lacordaire en fait un ami intime et proche confident. Révolté par la « honte » du coup d'État de Louis-Napoléon Bonaparte, le 2 décembre 1851, et convaincu de la nécessité de l'engagement des catholiques en faveur de la défense de la liberté, Henri Perreyve se lie à cette époque avec les principaux représentants du catholicisme libéral et social français : outre Lacordaire et la famille Ozanam, il fréquente notamment Augustin Cochin, le comte de Montalembert ou le vicomte de Melun…
Ayant achevé son droit en 1853, il entre en novembre de la même année à l'Oratoire de Paris, refondé depuis peu par le père Alphonse Gratry et l'abbé Pététot, et principalement destiné à l'enseignement et la recherche. Il y retrouve ses amis Charles et Adolphe Perraud. Mais de santé fragile, il doit quitter cette congrégation en 1855. Il retourne alors à Rome, où il étudie chez les jésuites du Collège romain. Il est ordonné prêtre le 29 mai 1858 à Saint-Sulpice par le cardinal Morlot, archevêque de Paris.
Auteur en 1853 d'une courte biographie de Frédéric Ozanam et en 1854 d'une brochure remarquable sur l'Immaculée Conception, il publie plusieurs articles dans le Correspondant, la revue des catholiques opposés à la dictature impériale de Napoléon III. 
D'abord vicaire à l'église Saint-Thomas d'Aquin, à Paris, où il est chargé du catéchisme, il est nommé aumônier du lycée Saint-Louis en 1860. En 1861, après avoir obtenu le doctorat en théologie, il reçoit la charge du cours d'histoire ecclésiastique de la Sorbonne, et est nommé professeur titulaire de cette chaire en 1863, y succédant à l'abbé Lavigerie.
En 1861, il reçoit en legs du père Lacordaire l'ensemble de ses papiers, manuscrits et correspondances, et publie en 1862 les lettres que celui-ci lui avait adressées, sous le titre de Lettres du R.P. Lacordaire à des jeunes gens. 
Il prêche le carême à Sainte-Barbe à partir de 1862.
En 1862, l'évêque d'Orléans, Monseigneur Dupanloup, le nomme chanoine honoraire de sa cathédrale, et l'invite le 8 mai à prêcher le panégyrique de Jeanne d'Arc.
À partir de 1863, malade, il s'éloigne de la vie publique, et meurt de la tuberculose à Paris le 26 juin 1865.

## Œuvres de l'abbé Perreyve
- Méditations sur le chemin de la Croix. - Paris : C. Douniol, 1859.
- La Journée des malades. - Paris : C. Douniol, 1864.
- Entretiens sur l'Église catholique. - Paris : C. Douniol, 1864.
- Une station à la Sorbonne. - Paris : C. Douniol, 1865.
- La Pologne 1772-1865. - Paris : E. Dentu, 1865.
- Biographies et panégyriques. Biographies : le R. P. Lacordaire, Herman de Jouffroy, Rosa Fertucci, Alfred Tonneli. Mgr Baudry. Panégyriques : saint Thomas d'Aquin, saint Louis, sainte Clotilde, Jeanne d'Arc. - Paris : C. Douniol, 1867.
- Lettres de l'abbé Henri Perreyve, 1850-1865, avec une lettre de Mgr d'Orléans, et ornées du portrait de l'auteur. - Paris : C. Douniol, 1872.
- "Pensées Choisies 1889"